# Paramonova mangara
Paramonova mangara är en tvåvingeart som beskrevs av Kelsey 1987. Paramonova mangara ingår i släktet Paramonova och familjen fönsterflugor. Inga underarter finns listade i Catalogue of Life.